# Ted Green
Edward Joseph "Ted" Green, född 23 mars 1940, död 8 oktober 2019, var en kanadensisk professionell ishockeyback och ishockeytränare.

## Spelare
Ted Green spelade elva säsonger i den nordamerikanska ishockeyligan National Hockey League (NHL), där han spelade för Boston Bruins. Green producerade 254 poäng (48 mål och 206 assists) samt drog på sig 1 029 utvisningsminuter på 621 grundspelsmatcher.
Han spelade också för New England Whalers och Winnipeg Jets i World Hockey Association (WHA) och Winnipeg Warriors i Western Hockey League (WHL).
Green vann Stanley Cup för säsongerna 1969–1970 och 1971–1972, han kunde dock inte spela något under säsongen när den första bärgades. Det berodde på att under en försäsongsmatch, mellan Boston Bruins och St. Louis Blues, började Green och Wayne Maki bråka och svingade sina ishockeyklubbor mot varandra. Det slutade med att Green slog till Maki under ena ögat medan Maki svarade med att slog till Green på huvudet vilket gjorde att Green föll omkull. Green kördes med ilfart till sjukhus och genomgick en fem timmars operation. Läkarna kunde konstatera att han ådrog sig både skallfraktur och hjärnskada. Båda blev polisanmälda men ärendet lades ner. Det var första gången som NHL-spelare hade blivit polisanmälda för något som hände under en match. NHL stängde av Maki i 30 dagar medan Green fick 13 matchers avstängning.
Han vann också Avco World Trophy för säsongerna 1972–1973, 1975–1976 och 1977–1978.

### Statistik
| Källa: Utv = Utvisningsminuter | Källa: Utv = Utvisningsminuter | Källa: Utv = Utvisningsminuter |                                | Grundserie                     | Grundserie                     | Grundserie                     | Grundserie                     | Grundserie                     |                                | Slutspel                       | Slutspel                       | Slutspel                       | Slutspel                       | Slutspel                       |
| Säsong                         | Lag                            | Liga                           | Matcher                        | Mål                            | Assist                         | Poäng                          | Utv                            | Matcher                        | Mål                            | Assist                         | Poäng                          | Utv                            |                                |                                |
| ------------------------------ | ------------------------------ | ------------------------------ | ------------------------------ | ------------------------------ | ------------------------------ | ------------------------------ | ------------------------------ | ------------------------------ | ------------------------------ | ------------------------------ | ------------------------------ | ------------------------------ | ------------------------------ | ------------------------------ |
| 1956–1957                      | St. Boniface Canadiens         | MJHL                           | 17                             | 2                              | 3                              | 76                             | 7                              | 0                              | 0                              | 0                              | 10                             |                                |                                |                                |
| 1957–1958                      | St. Boniface Canadiens         | MJHL                           | 23                             | 1                              | 4                              | 5                              | 97                             | 12                             | 1                              | 2                              | 3                              | 32                             |                                |                                |
| 1958–1959                      | St. Boniface Canadiens         | MJHL                           | 25                             | 5                              | 11                             | 16                             | 120                            | 9                              | 1                              | 5                              | 6                              | 32                             |                                |                                |
| 1959–1960                      | Winnipeg Warriors              | WHL                            | 70                             | 8                              | 20                             | 28                             | 109                            | —                              | —                              | —                              | —                              | —                              |                                |                                |
| 1960–1961                      | Boston Bruins                  | NHL                            | 1                              | 0                              | 0                              | 0                              | 2                              | —                              | —                              | —                              | —                              | —                              |                                |                                |
|                                | Winnipeg Warriors              | WHL                            | 57                             | 1                              | 18                             | 19                             | 127                            | —                              | —                              | —                              | —                              | —                              |                                |                                |
|                                | Kingston Frontenacs            | EPHL                           | 11                             | 1                              | 5                              | 6                              | 30                             | 5                              | 1                              | 0                              | 1                              | 2                              |                                |                                |
| 1961–1962                      | Boston Bruins                  | NHL                            | 66                             | 3                              | 8                              | 11                             | 116                            | —                              | —                              | —                              | —                              | —                              |                                |                                |
| 1962–1963                      | Boston Bruins                  | NHL                            | 70                             | 1                              | 11                             | 12                             | 117                            | —                              | —                              | —                              | —                              | —                              |                                |                                |
| 1963–1964                      | Boston Bruins                  | NHL                            | 70                             | 4                              | 10                             | 14                             | 145                            | —                              | —                              | —                              | —                              | —                              |                                |                                |
| 1964–1965                      | Boston Bruins                  | NHL                            | 70                             | 8                              | 27                             | 35                             | 156                            | —                              | —                              | —                              | —                              | —                              |                                |                                |
| 1965–1966                      | Boston Bruins                  | NHL                            | 27                             | 5                              | 13                             | 18                             | 113                            | —                              | —                              | —                              | —                              | —                              |                                |                                |
| 1966–1967                      | Boston Bruins                  | NHL                            | 47                             | 6                              | 10                             | 16                             | 67                             | —                              | —                              | —                              | —                              | —                              |                                |                                |
| 1967–1968                      | Boston Bruins                  | NHL                            | 72                             | 7                              | 36                             | 43                             | 133                            | 4                              | 1                              | 1                              | 2                              | 11                             |                                |                                |
| 1968–1969                      | Boston Bruins                  | NHL                            | 65                             | 8                              | 38                             | 46                             | 99                             | 10                             | 2                              | 7                              | 9                              | 18                             |                                |                                |
| 1969–1970                      | Spelade ej på grund av skador. | Spelade ej på grund av skador. | Spelade ej på grund av skador. | Spelade ej på grund av skador. | Spelade ej på grund av skador. | Spelade ej på grund av skador. | Spelade ej på grund av skador. | Spelade ej på grund av skador. | Spelade ej på grund av skador. | Spelade ej på grund av skador. | Spelade ej på grund av skador. | Spelade ej på grund av skador. | Spelade ej på grund av skador. | Spelade ej på grund av skador. |
| 1970–1971                      | Boston Bruins                  | NHL                            | 78                             | 5                              | 37                             | 42                             | 60                             | 7                              | 1                              | 0                              | 1                              | 25                             |                                |                                |
| 1971–1972                      | Boston Bruins                  | NHL                            | 54                             | 1                              | 16                             | 17                             | 21                             | 10                             | 0                              | 0                              | 0                              | 0                              |                                |                                |
| 1972–1973                      | New England Whalers            | WHA                            | 78                             | 16                             | 30                             | 46                             | 47                             | 12                             | 1                              | 5                              | 6                              | 25                             |                                |                                |
| 1973–1974                      | New England Whalers            | WHA                            | 75                             | 7                              | 26                             | 33                             | 42                             | 7                              | 0                              | 4                              | 4                              | 2                              |                                |                                |
| 1974–1975                      | New England Whalers            | WHA                            | 57                             | 6                              | 14                             | 20                             | 29                             | 3                              | 0                              | 0                              | 0                              | 2                              |                                |                                |
| 1975–1976                      | Winnipeg Jets                  | WHA                            | 79                             | 5                              | 23                             | 28                             | 73                             | 11                             | 0                              | 2                              | 2                              | 16                             |                                |                                |
| 1976–1977                      | Winnipeg Jets                  | WHA                            | 70                             | 4                              | 21                             | 25                             | 45                             | 20                             | 1                              | 3                              | 4                              | 12                             |                                |                                |
| 1977–1978                      | Winnipeg Jets                  | WHA                            | 73                             | 4                              | 22                             | 26                             | 52                             | 8                              | 0                              | 2                              | 2                              | 2                              |                                |                                |
| 1978–1979                      | Winnipeg Jets                  | WHA                            | 20                             | 0                              | 2                              | 2                              | 16                             | —                              | —                              | —                              | —                              | —                              |                                |                                |
| NHL totalt                     | NHL totalt                     | NHL totalt                     | 620                            | 48                             | 206                            | 254                            | 1029                           | 31                             | 4                              | 8                              | 12                             | 54                             |                                |                                |
| WHA totalt                     | WHA totalt                     | WHA totalt                     | 452                            | 42                             | 138                            | 180                            | 130                            | 61                             | 2                              | 16                             | 18                             | 59                             |                                |                                |
| WHL totalt                     | WHL totalt                     | WHL totalt                     | 127                            | 9                              | 38                             | 47                             | 236                            | —                              | —                              | —                              | —                              | —                              |                                |                                |

## Tränare
Efter spelarkarriären blev han anställd som talangscout för Great Falls Americans i juniorligan Western Hockey League (WHL). Det varade dock bara en säsong innan han slutade med det. År 1982 återvände han till ishockeyn och blev assisterande tränare för Edmonton Oilers och deras dynastilag. Han och Oilers vann Stanley Cup för säsongerna 1983–1984, 1984–1985, 1986–1987, 1987–1988 och 1989–1990. Mellan 1991 och 1993 var Green tränare för Oilers. År 1997 återvände han till Oilers och var återigen assisterande tränare, det varade fram till 2004.
Green var också assisterande tränare för det kanadensiska herrishockeylandslaget vid 1984 års Canada Cup, där de bärgade en guldmedalj.

### Statistik
Källa: 
| Lag             | År        | Grundserie | Grundserie | Grundserie | Grundserie | Grundserie | Grundserie   | Slutspel                   |
| Lag             | År        | Matcher    | Vinster    | Förluster  | Oavgjorda  | Poäng      | Placering    | Resultat                   |
| --------------- | --------- | ---------- | ---------- | ---------- | ---------- | ---------- | ------------ | -------------------------- |
| Edmonton Oilers | 1991–1992 | 80         | 36         | 34         | 10         | 82         | 3:a i Smythe | Förlorade i tredje rundan. |
| Edmonton Oilers | 1992–1993 | 84         | 26         | 50         | 8          | 60         | 5:a i Adams  | Missade slutspel.          |
| Edmonton Oilers | 1993–1994 | 24         | 3          | 18         | 3          | 9          | (sparkad)    | (sparkad)                  |
| Totalt          | Totalt    | 188        | 65         | 102        | 21         | 151        |              |                            |